# Premier ministre de Bulgarie
Le Premier ministre de Bulgarie (en bulgare Министър-председател на Република България, littéralement « ministre-président de la république de Bulgarie ») est le chef du gouvernement de Bulgarie depuis 1991. Le pays ayant adopté, à la chute du communisme, en 1990, un régime parlementaire, il concentre la majorité du pouvoir exécutif.
Le poste est occupé, depuis le 16 janvier 2025, par Rossen Jeliazkov.

## Considérations constitutionnelles

### Nomination
À la suite des élections législatives ou du vote d'une motion de censure, le président de la République consulte l'ensemble des groupes parlementaires, puis charge la personne désignée par le groupe le plus important de former le nouveau gouvernement. Si le candidat ne parvient pas à remplir sa mission dans un délai de sept jours, il est remplacé par la personne choisie par le deuxième groupe en ordre d'importance. En cas de nouvel échec, le chef de l'État choisit un nouveau candidat, sans avoir à tenir compte de l'importance des groupes parlementaires.
Lorsque l'un des candidats atteint son but, le président de la République propose sa candidature au poste de Premier ministre à l'Assemblée nationale. Si, au contraire, aucun candidat ne parvient à constituer de gouvernement, le chef de l'État nomme lui-même un gouvernement et convoque des élections législatives anticipées.
Il prête ensuite le serment suivant : « Je jure, au nom de la République de Bulgarie, de respecter la Constitution et les lois du pays et de tenir compte, dans toutes mes activités, des intérêts du peuple. J'ai juré. »

### Pouvoirs
Le Premier ministre contresigne les décrets du président de la République. Cependant, la dissolution de l'Assemblée, la nomination du gouvernement d'office, le véto présidentiel ou la publication des lois ne sont pas soumis à ce contreseing.
Il dirige et coordonne la politique générale du gouvernement et en porte la responsabilité. 
Il nomme et relève de leurs fonctions les vice-Premier ministres. De même, il procède à la modification de la composition de son gouvernement, qui doit être ratifiée par l'Assemblée nationale, et propose à cette dernière la création, transformation ou suppression des départements ministériels.
En outre, il représente la Bulgarie sur la scène internationale et au Conseil européen.

### Fin de mandat
Le mandat du Premier ministre prend fin lors de la première réunion de l'Assemblée nationale qui suit les élections législatives, en cas de décès, de démission, de vote de censure ou de refus de confiance. Sauf en cas de décès, il expédie les affaires courantes jusqu'à la formation d'un nouveau gouvernement.

## Titulaires depuis 1991
L'actuel titulaire du poste est Rossen Jeliazkov depuis le 16 janvier 2025. Depuis sa création, en 1991, il a été occupé par dix-neuf personnes. Aucun d'entre eux n'est parvenu à conserver ce poste à l'issue des élections législatives, sauf Stefan Yanev, Galab Donev et Dimitar Glavtchev qui ont dirigé deux gouvernements de transition consécutifs après un triple échec des partis politiques à former un gouvernement en 2021 puis du double échec en 2022-2023 et celui de 2024.

## Annexe